# Leozão
 Leonardo Litwinczuk Alves (Umuarama, 2 de fevereiro de 1984) é um voleibolista indoor brasileiro, atuante na posição de Oposto, com marca de 340 cm de alcance no ataque e 320 cm no bloqueio, com experiência em clubes nacionais e internacionais; possui o bicampeonato no Torneio Internacional de Seleções Juvenis pela categoria de base da Seleção Brasileira. Em clubes disputou uma edição da Challenge Cup (CEV) 2008-09 e da Copa CEV 2008-09, conquistou  a medalha de ouro no Campeonato Sul-Americano de Clubes de 2011 no Brasil e foi semifinalista no Campeonato Mundial de Clubes de 2011 no Qatar; também foi semifinalista no Campeonato Sul-Americano de Clubes de 2015 na Argentina e medalhista de prata na edição do ano de 2016 no Brasil.

## Carreira
Começou a pratica voleibol ainda na fase escolar, por volta dos 14 anos de idade, tempo depois foi convidado para atuar pelo Santa Mônica Clube de Campo em Curitiba, neste iniciou na categoria infanto-juvenil e atuava como Central, a posição de Oposto,  onde conheceu o técnico  Rubinho, que também comandava o E.C. Banespa, onde Leozão transferiu-se e permaneceu por dois anos na categoria juvenil e um ano como profissional.
Foi convocado para Seleção Brasileira, ma categoria juvenil, na posição de Central, mas com as convocações de futuras estrelas da seleção, ele voltou atuar como Oposto e nesta prosseguiu.Representou a Seleção Paranaense no Campeonato Brasileiro de Seleções de 2002, divisão especial, na categoria juvenil, edição realizada em Betim-MG ocasião que sagrou-se campeão nesta competição.
Pela Seleção Brasileira, categoria juvenil conquistou o bicampeonato noTorneio Internacional Juvenil, atuando pelo elenco da categoria de base do Banespa conquistou o título do Campeonato Paulista Juvenil de 2003.Sua primeira participação na história da Superliga Brasileira A ocorreu na temporada 2003-04 pelo Banespa/Mastercard/São Bernardo , ocasião que encerrou na quinta colocação, quando registrou 32 pontos, sendo 25 de ataques, seis de bloqueio e um de saque.
Renova com o Banespa/Mastercard  conquista os títulos dos Jogos Abertos do Interior de São Paulo e do Campeonato Paulista, ambos em 2004 e avançou pela primeira vez a final nacional na Superliga Brasileira A 2004-05, conquistando seu primeiro título nesta competição, registrando 54 pontos, destes 44 foram de ataques, 9 de bloqueios e 1 de saque.
No período esportivo 2005-06 foi contratado pelo Bento Vôlei conquistou o vice-campeonato na Copa São José, em Santa Catarina no ano de 2005 e disputou a Superliga Brasileira A 2005-06 e terminou na quinta posição.
Defendeu clube  Fátima/UCS na temporada 2006-07, equipe de Caxias do Sul, conquistando em 2006 o segundo lugar no Campeonato Gaúcho, o bronze na bronze na  Copa Mercosul, e o título dos Jogos Abertos do Rio Grande do Sul e disputou a Superliga Brasileira A 2006-07 encerrando na  sétima posição, e foi o Maior Pontuador da edição com 532 pontos mesmo tendo disputado apenas as quartas de final, foram 459 pontos de ataques, 51 de bloqueios e 22 de saques.
O desempenho dele na última temporada pela Superliga Brasileira A motivou sua contratação junto ao clube italiano do  Materdomini Volley.It Castellana Grotte, atuando neste a partir de 13 de abril de 2007, disputando os dois jogos das quartas de final Liga A2 Italiana 2006-07, clube finalizou na sexta posição na fase classificatória, também disputou as três partidas válidas pelas semifinais dos playoffs de promoção a Séria A1, fez 49 pontos em vinte e dois sets jogados, apenas cinco partidas.
Foi contratado pelo Tigre/Unisul/Joinville na temporada 2007-08, por este sagrou-se campeão do Campeonato Catarinense de 2007 e seu time disputou o Campeonato Mineiro de 2007 como convidado e sagrou-se vice-campeão da edição e na correspondente Superliga Brasileira A  terminou na quarta colocação, ocupou a sexta posição entre os maiores pontuadores da edição com 419 pontos, destes 357 foram de ataques, 39 de bloqueios e 23 de saques.
Novamente atua no voleibol europeu, sendo contratado pelo clube francês da AS Cannes , disputou a fase classificatória da edição da Challenge Cup 2008-09 e a fase classificatória da Copa CEV 2008-09, rescindiu contrato antes do final da temporada, alegando problemas pessoais, clube finalizou na sexta posição na Liga A Francesa 2008-09.
Em 2009 é contratado pelo Sesi-SP conquistando o título da Copa São Paulo de 2009, alcançou também o título Campeonato Paulista de 2009, disputou a Superliga Brasileira A 2009-10, avançando as semifinais, finalizando na quinta colocação.
Renovou com o Sesi-SP e disputou as competições do período 2010-11, sagrando-se bicampeão na Copa São Paulo em 2010 e vice-campeão do Campeonato Paulista no mesmo ano e disputou a Superliga Brasileira A 2010-11 conquistando seu bicampeonato nacional nesta edição.
Pelo Sesi-SP disputou o Campeonato Sul-Americano de Clubes de 2011,, realizado na cidade de São Paulo, conquistando o título e qualificação para disputar o Campeonato Mundial no mesmo ano em Doha, no Qatar.Vestiu a camisa#3 por este clube na referida edição do Campeonato Mundial de Clubes em 2011 e foi semifinalista, alcançando ao final a quarta colocação.
Continuou pelo Sesi-SP na jornada 2011-12, conquistou tricampeonato na Copa São Paulo de 2011,  e também no Campeonato Paulista e encerrou  na quinta posição na Superliga Brasileira A de 2011-12.
Seguiu para sua quarta temporada consecutiva pelo Sesi-SP, defendendo-o nas competições 2012-13; por este clube sagrou-se tetracampeão da Copa São Paulo de 2012 de forma consecutiva e obteve o tricampeonato no Campeonato Paulista em 2012  e conquistou o bronze na Superliga Brasileira A 2012-13.
Passou a defender a equipe do São Bernardo Vôlei na jornada 2013-14, conquistou o título dos Jogos Regionais em Barueri de 2013 e campeão dos Jogos Abertos do Interior em Mogi das Cruzes, título inédito para sua carreira e alcançou o sétimo lugar na Superliga Brasileira A 2013-14 , e ocupou a décima segunda posição entre os melhores atacantes,a décima nona colocação entre os melhores sacadores e foi o sétimo Maior Pontuador da edição cm 275 pontos, destes 234 foram de ataques, 30 de bloqueios e 11 de saques e finalizou na oitava colocação da Copa Brasil de  2014, realizada em Campinas.
Transfere-se para o Funvic/Taubaté e compete por este na jornada esportiva 2014-15, conquistando o título inédito para o clube  do Campeonato Paulista em 2014 e nesta temporada foi também vice-campeão dos Jogos Regionais de Caraguatatuba.Disputou a Superliga Brasileira A 2014-15.Disputou em 2015 a Copa Brasil em Campinas, e obteve mais um título inédito; já pela Superliga Brasileira A finalizou com o bronze, e registrou 91 pontos, que destes, 82 foram de ataques, 5 de bloqueios e 4 de saques.
Pelo Funvic/Tuabaté, Alves disputou a edição do Campeonato Sul-Americano e Clubes de 2015 na cidade de San Juan, Argentina, por este clube foi semifinalista e encerrou na quarta colocação.
Na temporada 2015-16 renovou com o clube de Taubaté, utilizou a alcunha São Paulo/Taubaté , devido a parceria com o São Paulo Futebol Clube , e por este sagra-se bicampeão dos Jogos Regionais, realizados em Taubaté; também conquistou a Copa São Paulo de 2015, o sexto título do Campeonato Paulista em 2015 e o vice-campeonato na Supercopa 2015 disputada na cidade de Itapetininga; e disputou a Superliga Brasileira 2015-16 e alcançou apenas a sétima colocação da Copa Brasil de 2016, novamente em Campinas.
Em 2016 disputou o Campeonato Sul-Americano de Clubes sediado em Taubaté, Brasil e conquistou a medalha de prata nesta edição e na Superliga Brasileira A 2015-16 finaliza com o terceiro lugar de forma consecutiva, marcou nesta edição 188 pontos, que destes, 162 foram de ataques, 22 de bloqueios e 4 de saques.
Não renovou com Funvic/Taubaté para as competições do período esportivo 2016-17, até o momento em negociação com outros clubes.

## Títulos e resultados
- Campeonato Mundial de Clubes:2011[41]
- Campeonato Sul-Americano de Clubes:2015[66]
- Torneio Internacional de Seleções Juvenil: (2 vezes) [3]
- Copa Mercosul de Clubes:2006[9]
- Supercopa Brasileira:2015[72]
- Copa Brasil:2015[62]
- Superliga Brasileira A:2004-05[3]
- Superliga Brasileira A:2010-11[35]
- Superliga Brasileira A:2012-13[49],2014-15[63],2015-16[76]
- Superliga Brasileira A: 2007-08[18]
- Copa São José:2005[6]
- Campeonato Catarinense: 2007[16]
- Campeonato Mineiro:2007[17]
- Campeonato Gaúcho:2006[9]
- Jogos Regionais de São Paulo:2013[51], 2015[69]
- Jogos Regionais de São Paulo:2014[60]
- Jogos Abertos do Interior de São Paulo2013[52]
- Jogos Abertos do Interior do Rio Grande do Sul:2006[9]
- Jogos Abertos do Interior de São Paulo:2004[3]
- Campeonato Paulista: 2004[3], 2009[28],2011[44],2012[48],2014[59], 2015[71]
- Campeonato Paulista:2010[33]
- Copa São Paulo:2009[27],2010[32],2011[43],2012[47],2015[70]
- Campeonato Brasileiro de Seleções Juvenil:2002[3]
- Campeonato Paulista Juvenil:2003[3]

## Premiações individuais
- 7º Maior Pontuador da Superliga Brasileira A 2013-14[56]
- 6º Maior Pontuador da Superliga Brasileira A 2007-08[19]
- Maior Pontuador da Superliga Brasileira A 2006-07[1]